# Allotrie à gorge marron
Pteruthius melanotis
Espèce
Statut de conservation UICN

 LC  : Préoccupation mineure
L’Allotrie à gorge marron (Pteruthius melanotis) est une espèce de passereaux de la famille des Vireonidae.

## Répartition
Cet oiseau peuple les zones montagneuses forestières de l'Est de l'Himalaya, le Patkai le Yunnan et le Nord de l'Indochine.
Il se rencontre au Bhoutan, en Birmanie, en Chine, en Inde, au Laos, en Malaisie, au Népal, en Thaïlande et au Viêt Nam.

## Liste des sous-espèces
Selon GBIF (16 août 2023) :
- Pteruthius melanotis melanotis Hodgson, 1847 — de l'est de l'Himalaya au nord de l'Indochine
- Pteruthius melanotis tahanensis Hartert, 1902 — monts de la péninsule Malaise

## Systématique
Le nom valide complet (avec auteur) de ce taxon est Pteruthius melanotis Hodgson, 1847.
Ce taxon porte en français le nom vernaculaire ou normalisé suivant : Allotrie à gorge marron.